# 川北村 (新潟県)
川北村（かわきたむら）は、かつて新潟県岩船郡にあった村。

## 沿革
- 1889年（明治22年）4月1日 - 町村制施行に伴い岩船郡湯沢村、滝原村、上野山村、小見村、小見前新田、平内新村、高田村、桂村が合併し、川北村が発足。
- 1901年（明治34年）11月1日 - 岩船郡女川村と合併し、女川村を新設して消滅。